# Ендрашик, Дьёрдь
Дьёрдь Ендрашик (венг. Jendrassik György; 13 мая 1898 — 8 февраля 1954) — венгерский физик и инженер.

## Биография
Ендрашик получил высшее образование в Королевском техническом университете имени Иосифа, после чего в Берлинском Университете посещал курс лекций таких известных физиков, как Эйнштейн и Планк. В 1922 году получил диплом инженера в Будапеште. С 1927 года он работал в компании Ganz Rt, где помогал разрабатывать дизельные двигатели. Он спроектировал турбовинтовой двигатель Jendrassik Cs-1, первые версии которого были одно или двухцилиндровыми. Позже им были разработаны 4- и 6-цилиндровые четырёхтактные версии без сжатия и со смесительной камерой. Таким образом, первым в мире турбовинтовым двигателем был Jendrassik Cs-1, спроектированный венгерским инженером Дьёрдем Ендрашиком. Собирался двигатель и испытывался на заводе Ganz в Будапеште между 1939 и 1942 годами. В 1940 году планировалась установка двигателя на лёгкий двухмоторный бомбардировщик Varga RMI-1 X/H, но программа была свёрнута.
Он также планировал начать работы по усовершенствованию газовой турбины, для чего в 1936 году им была основана компания Invention Development and Marketing Co. Ltd. По мере роста своей репутации он начал становиться весомой фигурой в науке страны. В 1943 году за заслуги и научные достижения он был избран член-корреспондентом Венгерской Академии Наук, однако из-за того, что война сложилась для Венгрии неудачным образом, а её экономика и промышленность были разрушены, Ендрашик не смог продолжить свою работу над газовыми турбинами. Из-за неблагоприятной политической обстановки, сложившейся внутри страны после войны, ему пришлось покинуть Венгрию. Некоторое время он жил в Аргентине, после чего поселился в Англии, где открыл собственную мастерскую и попутно устроился консультантом в компанию Power Jets. Количество его зарегистрированных изобретений в одной только Венгрии составило в общей сложности 77. Последним из его значимых изобретений значится устройство для компенсации давления.